# Білівська селищна рада
Білівська селищна рада — орган місцевого самоврядування у Лутугинському районі Луганської області з адміністративним центром у смт Біле.

## Загальні відомості
Історична дата утворення: в 1919 році. Водоймища на території, підпорядкованій даній раді: річка Біла.

## Історія
Луганська обласна рада рішенням від 24 грудня 2013 року у Лутугинському районі перейменувала Біленську селищну раду на Білівську.

## Населені пункти
Селищній раді підпорядковані населені пункти:
- смт Біле

## Склад ради
Рада складається з 30 депутатів та голови.